# Bénédict Masson
Pour les articles homonymes, voir Masson.
Bénédict Masson, né le 23 avril 1819  à Dijon et mort le 27 juin 1893 à Paris, est un peintre et illustrateur français.

## Biographie
Peintre d'histoire, Bénédict Masson est principalement connu pour ses compositions mythologiques, de sujets allégoriques, de scènes de genre, de portraits, de fleurs, et de compositions murales. 
Il est élève du lyonnais Paul Chenavart et surtout de Paul Delaroche auquel il doit sa formation de peintre d’histoire civile et religieuse. Membre régulier du Salon de 1840 à 1881, il est choisi sous le Second Empire pour réaliser une grande composition murale pour l’Hôtel des Invalides, illustrant le siècle de Charlemagne.